# Formula–E Long Beach nagydíj
A Formula–E Long Beach nagydíja a Formula–E egy korábbi versenye, melyet 2015-től 2016-ig rendeztek meg.

## Története
A szezon hatodik futamát a kaliforniai Long Beach városában kialakított utcai pályán rendezték meg a 2014–2015-ös szezonban. A kvalifikáción Sébastien Buemi szerezte meg a pole-pozíciót, de az energiafelhasználásra vonatkozó szabályok megsértése miatt visszasorolták, így Daniel Abt került az első helyre. A német versenyző nem sokáig örülhetett az első helyének, mert Piquet azonnal lerajtolta az első sikán előtt. A brazil pilóta végül meg is nyerte a versenyt és épp azon a pályán szerezte meg 2006 óta első sikerét formulaautóval, melyen háromszoros F1-es bajnok édesapja első nagydíjgyőzelmét aratta 35 évvel korábban. A következő szezonban da Costa szerezte meg a pole-pozíciót, de egy órával az időmérőt követő technikai ellenőrzésen ugyanis kiderült, hogy az autójára szerelt abroncsokban a levegő nyomása alacsonyabb volt, mint a megengedett minimális érték.  Ezzel autóját szabálytalannak nyilvánították, da Costát pedig kizárták az időmérőről, így csak a rajtrács másik végéről, a 18. helyről kezdheti majd meg a versenyt. A pole-t és az ezzel járó három pontot így Sam Bird örökölte meg. A futamot Di Grassi nyerte meg Stéphane Sarrazin és csapattársa, Daniel Abt előtt.

## Eredmények
| Év   | Helyszín   | Győztes                                   | Második                             | Harmadik                             | Pole-pozíciók             | Leggyorsabb körök              |
| ---- | ---------- | ----------------------------------------- | ----------------------------------- | ------------------------------------ | ------------------------- | ------------------------------ |
| 2015 | Long Beach | Nelson Piquet, Jr. China Racing           | Jean-Éric Vergne Andretti Autosport | Lucas di Grassi Abt Sportsline       | Daniel Abt Abt Sportsline | Nicolas Prost e.dams Renault   |
| 2016 | Long Beach | Lucas di Grassi ABT Schaeffler Audi Sport | Stéphane Sarrazin Venturi           | Daniel Abt ABT Schaeffler Audi Sport | Sam Bird DS Virgin Racing | Sébastien Buemi Renault e.Dams |